# Punisher MAX
Punisher MAX — супергеройская серия комиксов издательства Marvel Comics, посвящённая Карателю и его жестокой войне с криминальным миром. Публиковалась под импринтом MAX с пометкой «Только для взрослых» и является второй продолжительной серией о персонаже, выходившей под данным импринтом.

## История публикации
Гарт Эннис, также работавший над двумя основными сериями комиксов о Карателями, начатыми в 2000 и 2001 годах, был сценаристом первых 60 выпусков первой серии Punisher импринта MAX. Серия была завершена после выхода 75-го номера, после чего новый творческий тандем из писателя Джейсона Аарона и художника Стива Диллона (уже работавшего над комиксом о Карателе вместе с Гартом Эннисом) приступил к работе над новой серией. В отличие от идущей параллельно серии о Карателе в рамках Вселенной Marvel, в серии от MAX авторам было предоставлено гораздо больше творческой свободы. В отличие от первой серии MAX, в которой Каратель преимущественно сражался с преступностью, в новой серии его врагами стали MAX-версии популярных суперзлодеев Marvel. Серия завершилась в феврале 2012 года, после выхода 22-го номера.

## Сюжет

### «Кингпин» (№ 1-5)
Допрашивая бандита, Каратель обнаруживает место встречи, где многие из них будут находиться в одном месте. После встречи с боссами толпы мужчины определяют, что мифический преступник «Кингпин» должен быть сфабрикован ими, чтобы отбросить Карателя с их пути. Один из телохранителей боссов, Уилсон Фиск, по-видимому, выбран в качестве нового номинального лица. Когда Каратель срывает встречу, Фиск получает от боссов приказ защитить их и имеет шанс убить Карателя, которого он не принимает. Он идет домой к своей жене и спящему ребёнку, когда он получает звонок, который усаждает его как короля. Улыбаясь, намекая на скрытый мотив, он соглашается.

### «Меченый» (№ 6-11)
Сразу после того, как Уилсон Фиск становится «преступным королем», он отменяет все назначения бывшего босса. Однако секретарь Фиска звонит и сообщает ему, что один человек отказывается от отмены своего назначения. Человек известен только как Меченый, самый смертоносный убийца в мире. Меченый никогда не пропускает свою цель, и он прицелился в Карателя.

### «Фрэнк» (№ 12-16)
После жестокой борьбы против Меченого, Фрэнка арестовали и отправили в тюрьму с высокой степенью безопасности с тысячей человек, которые хотят ничего, кроме как увидеть его мертвым. Фрэнк вспоминает в свое время войну и сразу же возвращение домой к семье, Каратель пытается понять себя и отказ от предложений криминальных боссов. Он размышляет о мирной жизни и продолжении своих жестоких методов.

### «Бездомный» (№ 17-21)
Фрэнк сбегает из тюрьмы и уходит в свое последнее противостояние с Уилсоном Фиском, известным как Кингпин и его новым телохранителем, Электрой. После драки с Электрой, он добирается до своего дома, где его уже поджидает Фиск вместе со своими людьми. Получив тяжёлые ранения, Фрэнк из последних сил добирается до здания Фиска и там стреляет ему в голову. Убив Фиска, он пытается добраться до своего дома, но, не выдержав ранения, полученные в ходе схватки с Электрой и с Фиском, он умирает.

### «Конец войны» (№ 22)
Серия завершается выпуском № 22, в котором рассказывается о смерти, похоронах и захоронениях Фрэнка Касла. В конце номера № 22 смерть Карателя активизирует общественное восстание, где граждане нападают на преступников в Нью-Йорке.

## Прием
Серия содержит средний рейтинг 8,6 до 85 от профессиональных критиков на сайте агрегирования обзоров Comic Book Roundup.

## Печать

### Выпуски
| No. | Название             | Дата выпуска  | Оценка рейтинга Comic Book Roundup        | Ориентировочные продажи (первый месяц) | Номинальный |
| #1  | Kingpin: Part 1      | Январь 2010   | 8.2 пяти профессиональных критиков.       | 29,106, 67 место Северной Америке      |             |
| #2  | Kingpin: Part 2      | Февраль 2010  | 8.5 пяти профессиональных критиков.       | 23,110, 92 место в Северной Америке    |             |
| #3  | Kingpin: Part 3      | Март 2010     | 7.8 четырьмя профессиональными критиками. | 22,887, 87 место в Северной Америке    |             |
| #4  | Kingpin: Part 4      | Апрель 2010   | 7.6 шести профессиональных критиков.      | 22,472, 82 место в Северной Америке    |             |
| #5  | Kingpin: Conclusion  | Май 2010      | 8.9 шести профессиональных критиков.      | 22,432, 91 место в Северной Америке    |             |
| #6  | Bullseye, Part One   | Июнь 2010     | 6.1 четырёх профессиональных критиков.    | 22,246, 87 место Северной Америке      |             |
| #7  | Bullseye, Part Two   | Июль 2010     | 8.1 четырёх профессиональных критиков.    | 22,198, 91 место в Северной Америке    |             |
| #8  | Bullseye, Part Three | Август 2010   | 8.2 двух профессиональных критиков.       | 22,053, 93 место в Северной Америке    |             |
| #9  | Bullseye, Part Four  | Сентябрь 2010 | 8.9 четырёх профессиональных критиков.    | 21,453, 97 место в Северной Америке    |             |
| #10 | Bullseye, Part Five  | Октябрь 2010  | 9.1 трёх профессиональных критиков.       | 19,236, 93 место в Северной Америке    |             |
| #11 | Bullseye, Conclusion | Март 2011     | 9.2 пяти профессиональных критиков.       | 19,243, 107 место в Северной Америке   |             |
| #12 | Frank, Part One      | Апрель 2011   | 9.7 трёх профессиональных критиков.       | 18,740, 93 место в Северной Америке    |             |
| #13 | Frank, Part Two      | Май 2011      | 9.1 четырёх профессиональных критиков.    | 18,448, 99 место в Северной Америке    |             |
| #14 | Frank, Part Three    | Июнь 2011     | 8.5 семи профессиональных критиковs.      | 17,965, 133 место в Северной Америке   |             |
| #15 | Frank, Part Four     | Июль 2011     | 7.7 трёх профессиональных критиков.       | 17,706, 122 место в Северной Америке   |             |
| #16 | Frank, Conclusion    | Август 2011   | 7.8 трёх профессиональных критиков.       | 17,625, 133 место в Северной Америке   |             |
| #17 | Homeless Part 1      | Сентябрь 2011 | 9.5 одного профессионального критика.     | 17,540, 122 место в Северной Америке   |             |
| #18 | Homeless, Part Two   | Октябрь 2011  | 10.0 одного профессионального критика.    | 17,541, 133 место в Северной Америке   |             |
| #19 | Homeless, Part Three | Ноябрь 2011   | 8.0 одного профессионального критика.     | 17,473, 126 место в Северной Америке   |             |
| #20 | Homeless, Part Four  | Декабрь 2011  | 8.9 четырёх профессиональных критиков.    | 17,191, 123 место в Северной Америке   |             |
| #21 | Homeless, Conclusion | Январь 2012   | 9.5 четырёх профессиональных критиков.    | 17,267, 109 место в Северной Америке   |             |
| #22 | War’s End            | Февраль 2012  | 8.9 шести профессиональных критиков.      | 17,738, 115 место в Северной Америке   |             |

### Специальный выпуск
| Название                                                               | Страницы | Дата публикации | Оценка рейтинга Comic Book Roundup | Ориентировочные продажи (первый месяц) | Номинальный |
| Punisher MAX X-Mas Special #1 And On Earth Peace, Good Will Toward Men | 35       | 3 Декабря 2008  | 7.7 трёх критиков.                 | 21,242, 129 место в Северной Америке   | СОДЕРЖАНИЕ  |

### Сборники
| Название (Подзаголовок)       | Формат                                    | Материальный набор                              | Страницы | Дата публикации        | ISBN                                         | Ориентировочные продажи (Северная Америка) | Примечания             |
| ----------------------------- | ----------------------------------------- | ----------------------------------------------- | -------- | ---------------------- | -------------------------------------------- | ------------------------------------------ | ---------------------- |
| Punisher MAX vol. 1: Kingpin  | Твердая обложка Торговля в мягкой обложке | PunisherMAX #1-5                                |          | Август 2010Ноябрь 2010 | ISBN 978-0-7851-4596-7ISBN 978-0-7851-4071-9 |                                            |                        |
| Punisher MAX vol. 2: Bullseye | Твердая обложкаТорговля в мягкой обложке  | PunisherMAX #6-11                               |          | Май 2011Ноябрь 2011    | ISBN 978-0-7851-4755-8ISBN 978-0-7851-4756-5 |                                            |                        |
| Punisher MAX vol. 3: Frank    | Твердая обложкаТорговля в мягкой обложке  | PunisherMAX #12-16                              | 120      | Октябрь 2011           | ISBN 978-0-7851-5208-8N/A                    |                                            | Обложка Дэйва Джонсона |
| Punisher MAX vol. 4: Homeless | Торговля в мягкой обложке                 | PunisherMAX #17-22                              | 128      | 31 октября 2012        | ISBN 0-7851-5211-3 ISBN 978-0-7851-5211-8    |                                            |                        |
| Punisher MAX — Omnibus        | Твердая обложка                           | PunisherMAX #1-22 Punisher MAX X-Mas Special #1 | 544      | 4 июня 2014            | ISBN 978-0-7851-5429-7                       |                                            |                        |